# Shashi Deshpande

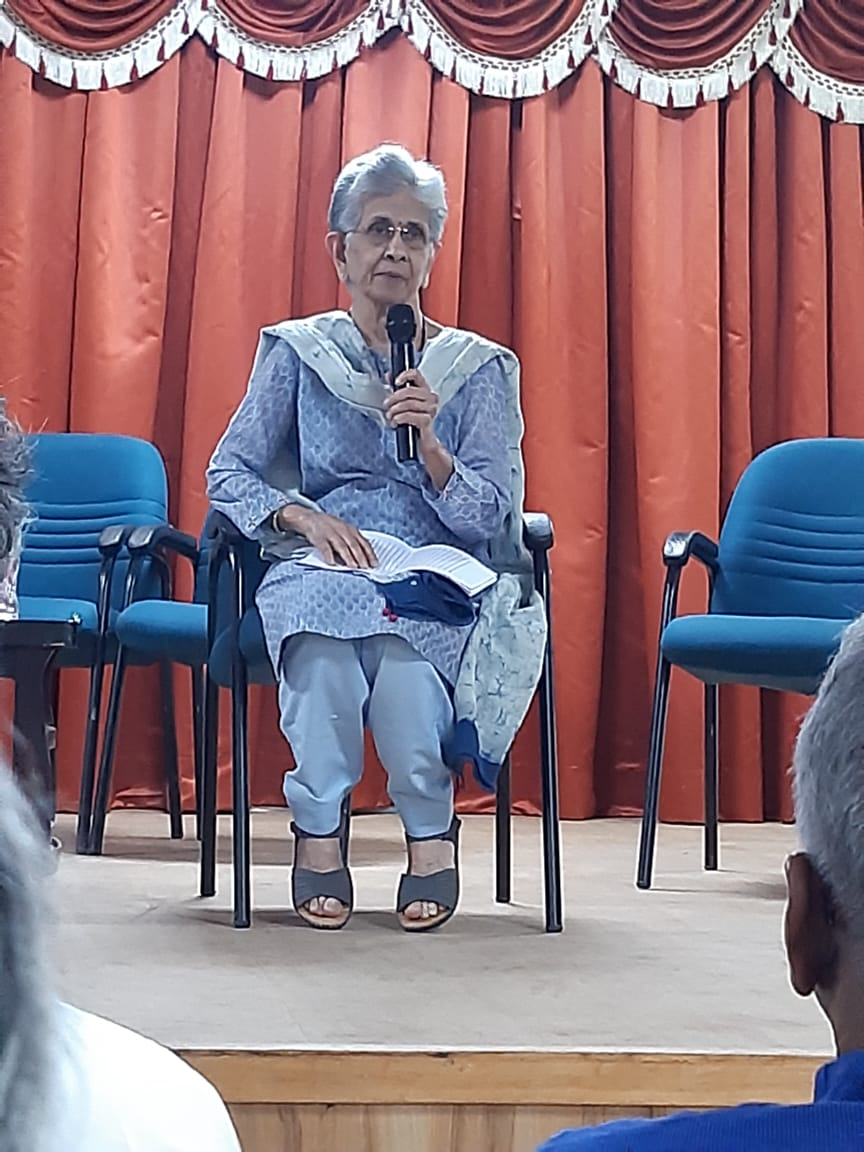
Shashi Deshpande, 2020

Shashi Deshpande (* 19. August 1938 in Dharwad, Bundesstaat Karnataka, Indien) ist eine indische Schriftstellerin. Deshpande hat zahlreiche Romane und mehrere Kinderbücher verfasst. Für ihren Roman That Long Silence hat sie verschiedene nationale Auszeichnungen erhalten. Deshpande ist mit ihrem englischsprachigen Werk über Indien hinaus bekannt; ihren internationalen Durchbruch erreichte sie 1988 mit dem Roman That Long Silence (dt. 'Die Last des Schweigens').

## Leben
Shashi Deshpande wurde als zweite Tochter des indischen Dramatikers und Autors Shriranga in Dharwad im indischen Bundesstaat Karnataka geboren. Deshpande wuchs zweisprachig auf (in den Sprachen Kannada und Marathi). Sie besuchte zunächst eine protestantische Missionsschule in Dharwad. Danach studierte sie Ökonomie am Elphin College in Bombay und machte einen Abschluss in Jura am Government Law College in Bangalore. Sie hat außerdem einen M.A. in Literaturwissenschaft von der Universität in Mysore. Nach ihrer Heirat lebte sie ein Jahr in England und begann nach ihrer Rückkehr zu schreiben, zunächst Artikel für The Deccan Herald und das Magazin Onlooker.
Seit den 1970er Jahren schreibt Deshpande Kurzgeschichten und Romane. Deshpande lebt mit ihrer Familie in Bangalore.

## Schaffen
Deshpandes Kurzgeschichten wurden 1978 im Sammelband The Legacy veröffentlicht. Ihr erster Roman, The Dark Holds No Terror, erschien 1980. Mit den Romanen The Dark Holds No Terror, Roots and Shadows (1983), That Long Silence (1988) und Small Remedies (2000) hat sie sich als führende indische Schriftstellerin etablieren können, deren Schwerpunkt die Situation urbaner Mittelklassefrauen ist. Deshpande gewann verschiedene nationale indische Preise für ihr Werk, darunter 1990 den Sahitya Akademi Award für den Roman That Long Silence. Mit That Long Silence (dt. 'Die Last des Schweigens') von 1988 gelang ihr auch der nationale und internationale Durchbruch. Ihr Roman Shadow Play war 2014 in der engeren Auswahl für den Hindu Literary Prize.
Neben Romanen und Kurzgeschichten hat Deshpande auch vier Kinderbücher veröffentlicht, darunter The Narayanpur Incident (dt. Der schlafende Tiger), das beliebteste Kinderbuch der Autorin. Es handelt vom Schicksal der Geschwister Babu, Manju und Mohan um die Zeit der Unabhängigkeit Indiens. Ihre Essays sind in einem Sammelband mit dem Titel Writing from the Margin and Other Essays erhältlich. In diesem Band befasst sich die Autorin mit ihrem eigenen literarischen Schaffen und gibt ihre Sicht auf den Literaturbetrieb wieder.
Deshpandes Roman The Dark Holds No Terrors wurde 2000 vom Regisseur Prema Karanth mit dem Titel Bandh Jharoke (dt. Geschlossene Fenster) verfilmt.

## Werke (Auswahl)

### Romane und Kurzgeschichten
- The Legacy. Writers Workshop, Kalkutta 1978.
- The Dark Holds No Terrors. Vikas Publishing House, New Delhi 1980 (Deutsch Das Dunkel birgt keine Schrecken. Übersetzt von Giovanni Bandini. Mersch, Freiburg i. Br. 1986, ISBN 978-3-922156-62-8).
- Roots and Shadows. Sangam Books, Bombay 1983.
- That Long Silence. Penguin, New Delhi 1989 (Deutsch Die Last des Schweigens. Übersetzt von Maja Ueberle-Pfaff. Waldgut, Frauenfeld 1989, ISBN 978-3-7294-0117-4).
- The Intrusion and Other Stories. Penguin, New Delhi 1993.
- The Binding Vine. Penguin, New Delhi 1993.
- A Matter of Time. Penguin, New Delhi 1996.
- Small Remedies. Penguin, New Delhi 2000.
- Moving On. Penguin Viking, New Delhi 2004.
- In the Country of Deceit. Penguin Viking, New Delhi 2008.
- Shadow Play. Aleph 2013, ISBN 978-9-382-27719-4.

### Kinderbücher
- A Summer Adventure. India Book House Education Trust, Bombay 1979.
- The Narayanpur Incident. Penguin, New Delhi 1997 (deutsch Der schlafende Tiger. Übersetzt von Marion Balkenhol. Nagel und Kimche, Zürich, Frauenfeld 1998, ISBN 3-312-00814-X).
- Three novels: A summer adventure; The hidden treasure; The only witness. Puffin Books, New Delhi [u. a.] 2006, ISBN 978-0-14-333511-5.

## Essays
- Writing from the Margin and Other Essays. Penguin Viking, New Delhi [u. a.] 2003, ISBN 978-0-670-04996-7